# IPad (3e génération)
L'iPad 3 est une tablette tactile, modèle de la troisième génération d'iPad de la marque Apple, présentée lors d'une keynote par Tim Cook le 7 mars 2012 au Yerba Buena Center for the Arts de San Francisco et est mise en vente dans dix pays le 16 mars 2012. 
L'appareil comporte un écran Retina, un SoC Apple A5X avec un processeur graphique quadricœur, un appareil photo de 5 mégapixels, l'enregistrement vidéo en 1 080 p, la dictée vocale et la prise en charge des réseaux LTE en Amérique du Nord. Il est doté du système d'exploitation iOS 5, qui fournit également une plateforme pour les médias audiovisuels, notamment les livres électroniques, les périodiques, les films, la musique, les jeux informatiques, les présentations et la navigation sur Internet.
Après seulement sept mois de disponibilité, il est abandonné des ventes et de production le 23 octobre 2012, après l'annonce de l'iPad de quatrième génération. Sa commercialisation est la plus courte des appareils Apple bien que les mises à jour continuent après son déploiement.

## Lancement
De nombreuses rumeurs sont lancées après la sortie de l'iPad 2. Le 9 février 2012, John Paczkowski de All Things Digital déclare que « Apple n'organise pas d'événement en février - étrange, inhabituel ou autre. Mais elle en organise un en mars pour lancer son prochain iPad ». Le 29 février 2012, Apple annonce un événement médiatique prévu pour le 7 mars 2012, au Yerba Buena Center for the Arts mais la société ne dévoile le sujet de l'événement. Les journalistes s'attendent largement à ce que l'événement présente un nouvel iPad,.

## Réception
Les critiques sont positives, notamment pour son écran Retina, son appareil photo, son processeur et son réseau LTE,.

## Fin de commercialisation
Le 23 octobre 2012, sa production et sa commercialisation sont interrompues à la suite de l'annonce de l'iPad de quatrième génération. 

## Composition

### Écran
La résolution de l'écran est de 2 048 p x 1 536 p, QXGA avec 3,1 millions de pixels, soit quatre fois plus que l'iPad 2, ce qui permet une mise à l'échelle par rapport au modèle précédent.

### Appareil photo
L'appareil photo à l'arrière de 5 mégapixels est capable d'enregistrer des vidéos en 1 080 p, et l'appareil photo à l'avant est conçu pour l'application FaceTime.

### Connectivité
La lecture audio présente une réponse en fréquence comprise entre 20 Hz et 20 Hz. Sans logiciel tiers, il peut lire les formats audio suivants : HE-AAC, AAC, Protected AAC, MP3, MP3 VBR, formats audible (2, 3, 4, AEA, AAX et AAX+), ALAC, AIFF et WAV. 
L'iPad utilise une batterie interne rechargeable au lithium-ion. 

### Processeur et mémoire
L'appareil est doté du microprocesseur Apple A5X, le système sur une puce est composé d'un processeur Cortex-A9 32 bits à double cœur de 1 GHz et d'un processeur PowerVR SGX543MP4 GPU à quadruple cœur. 
L'iPad dispose de 16 Go, 32 Go ou de 32 Go en mémoire flash. 
La tablette est fabriquée avec la capacité de communiquer via un réseau cellulaire ; tous les modèles peuvent se connecter à un réseau local sans fil.

### Accessoires
Apple propose plusieurs accessoires, dont des adaptateurs pour le connecteur dock 30 broches, le seul port sans compter la prise jack. Une station d'accueil maintient la tablette en position verticale et inclinée, et dispose d'un connecteur de station d'accueil et d'un port de sortie audio. Des claviers Bluetooth peuvent également être utilisés. L'appareil peut être rechargé à l'aide d'un adaptateur d'alimentation autonome (« chargeur mural ») compatible avec les iPods et les iPhones, et un chargeur de 10 watts est inclus,. 

## Logiciel
Il est doté du système d'exploitation IOS 5 et peut supporter jusqu'à la mise à jour iOS 9,.

## Problèmes

### Dysfonctionnement du réseau international
Sur les marchés hors des États-Unis, la tablette ne peut pas communiquer avec le réseau LTE en raison de l'utilisation de fréquences trop faibles pour le réseau international. Peu après le lancement, la Commission australienne de la concurrence et de la consommation (ACCC) assigne Apple en justice pour avoir enfreint quatre dispositions de la loi australienne sur la consommation. Elle affirme que la promotion de la tablette en Australie sous le nom d'« iPad Wi-Fi + 4G » avait induit les clients en erreur, car ce nom indique que la tablette fonctionne sur le réseau 4G australien alors en vigueur. La firme réagit en offrant un remboursement complet à tous les clients australiens ayant acheté le modèle Wi-Fi + Cellulaire.

### Surchauffe
De nombreux utilisateurs signalent des températures anormalement élevées sur le boîtier de l'appareil, notamment après avoir lancé des jeux en 3D. Lorsqu'il est utilisé branché, l'arrière du nouvel iPad atteint jusqu'à 6,7 °C soit plus chaud qu'un iPad 2. La différence, une fois l'appareil débranché, est de 7,2 °C. Des tests d'imagerie thermique révèlent que l'iPad peut atteindre 47 °C. À cette température, il est chaud au toucher mais pas inconfortable lorsqu'il était tenu pendant une brève période,. 

### Performance
La supériorité revendiquée de l'A5X par rapport au processeur Tegra 3 est remise en question au moment du lancement par le concurrent Nvidia ; certains critères d'évaluation confirment la supériorité de l'iPad en matière de performances graphiques, tandis que d'autres critères montrent que le Tegra 3 est plus performant dans certains domaines.